# Hirschsprung (Schwarzwald)

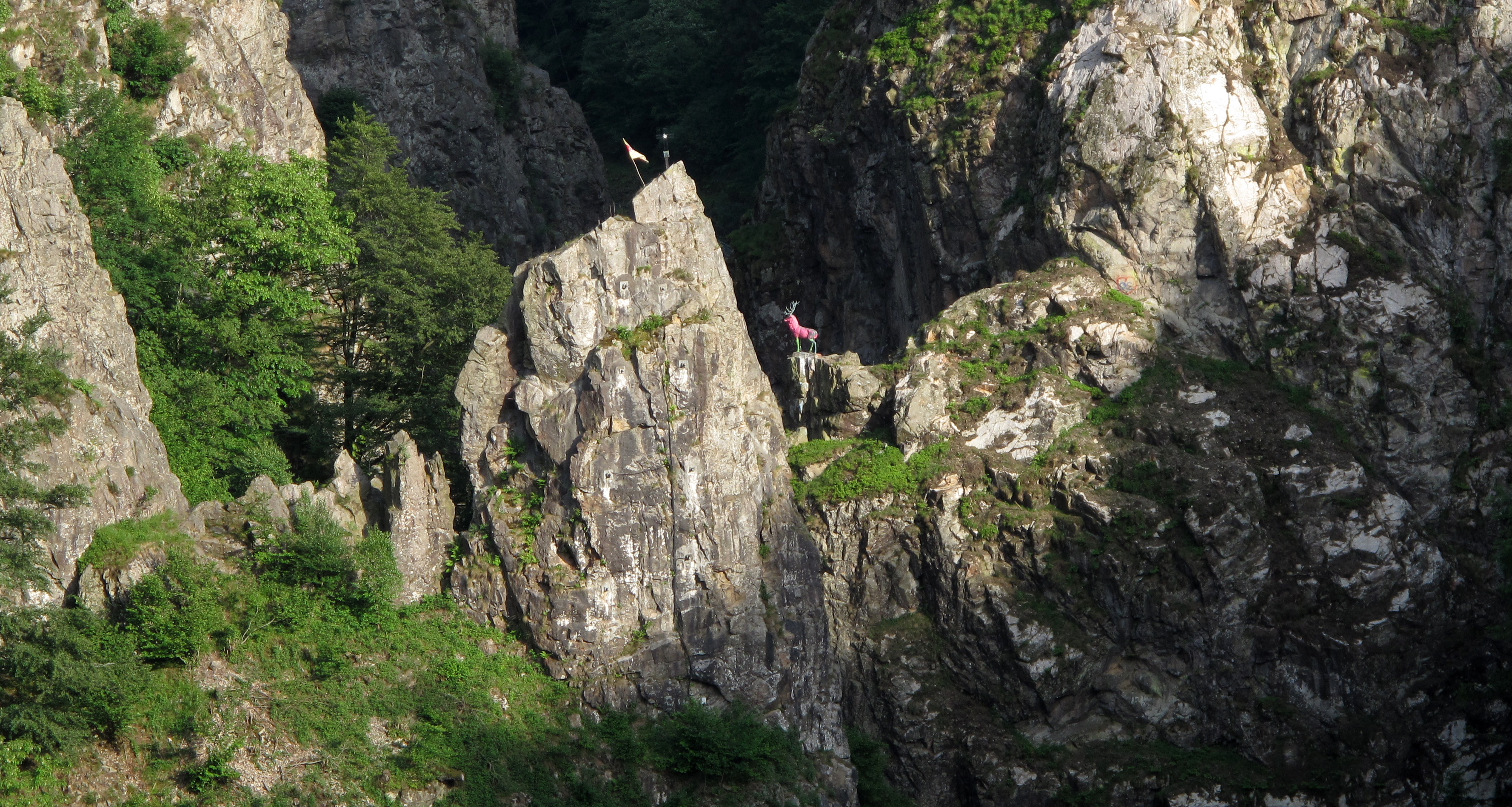
Klamm Höllenpass von Norden mit Hirschdenkmal auf der Südseite

Als Hirschsprung benannt ist zum einen die klammartige engste Stelle des Schwarzwälder Höllentals, auch Höllenpass genannt, und zum anderen die namengebende Ortssage (Schwarzwälder Hirschsprung). Achthundert Meter weiter talaufwärts liegt der im Personenverkehr stillgelegte Bahnhof Hirschsprung der Höllentalbahn.

## Schlucht

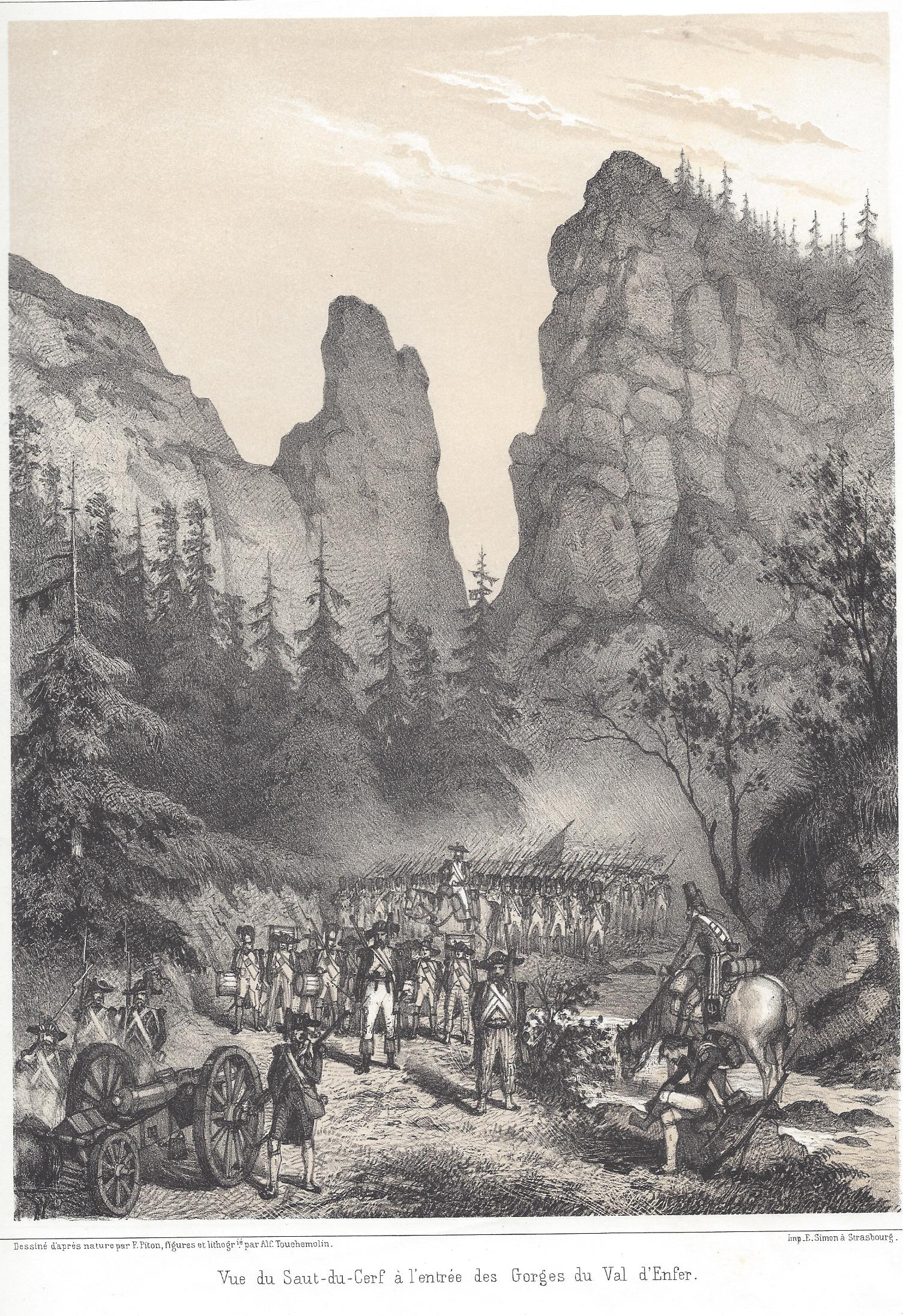
Der Hirschsprung (Saut-du-Cerf) im Jahre 1796

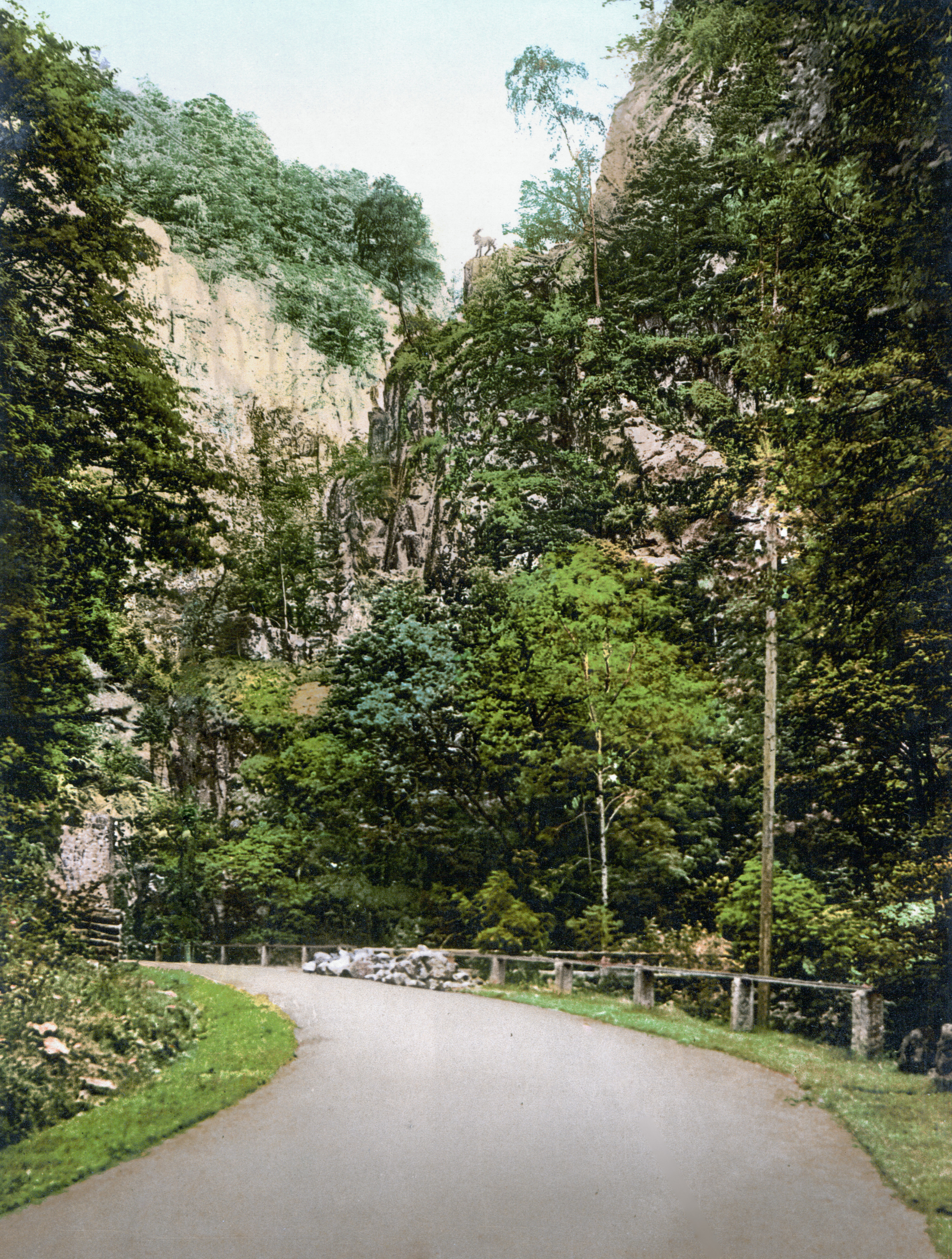
Hirschsprung um 1900

Der schluchtartige Mittelteil des Höllentals verengt sich am Hirschsprung klammartig; die Wände ragen hier bis zu 130 Meter hoch über den Rotbach, hier auch Höllenbach genannt, auf. Über den niedrigeren namengebenden Felsen mit einer bronzenen Hirsch-Skulptur verläuft die Gemarkungsgrenze zwischen Breitnau und Buchenbach. Die Felsen bestehen aus Gneisen, die durch lange zurückliegende tektonische Beanspruchung zerrüttet sind und teilweise granitartig aufgeschmolzen waren (Migmatite). Oberhalb der Enge ist ein ehemaliger hoch gelegener Talboden in Resten erhalten, der ein damals, vor der klammartigen Zerschneidung durch den Rotbach, stärker gestuftes Längsprofil des Höllentals erahnen lässt.
Die Hirschsprung-Enge war vor dem Ausbau der Straße an der Basis nur 9 Meter breit. Die nördlichen Hirschsprung-Felsen werden von der Höllentalbahn untertunnelt (Falkenstein-Tunnel, Unterer und Oberer Hirschsprung-Tunnel), die südlichen vom bachparallelen, inzwischen gesperrten Jägerpfad. Der Jägerpfad, benannt nach seinem Initiator, dem Forstamtsleiter Jäger, war 1926 eröffnet worden. Er ist seit 2002 wegen Steinschlaggefahr geschlossen. In einer Felsnische am Jägerpfad in der Nähe des Hirschsprungfelsens stand jahrzehntelang eine 1926 von Robert Scharbach geschaffene Sandsteinskulptur des Brückenheiligen Nepomuk. Sie musste 2010 im Zuge des Rückbaus des Jägerpfads entfernt werden und ist seit Ende Oktober 2023 an einem Pfeiler der zur Höllentalbahn gehörenden Ravennabrücke angebracht.
Bis 2001 befand sich unterhalb des Hirschsprungs auf dem gleichnamigen Parkplatz entlang der Bundesstraße 31 ein Kiosk.

## Bahnhof Hirschsprung
Nach dem Hirschsprung ist auch der oberhalb des Engpasses liegende, heute nur noch als Kreuzungsstelle ohne Personenverkehr betriebene Bahnhof der Höllentalbahn benannt. Die auffällige Größe des in dieser äußerst dünn besiedelten Gegend gelegenen Bahnhofs rührt daher, dass hier früher die zusätzlichen Lokomotiven angekuppelt wurden, die die Züge auf der Steilstrecke hinauf nach Hinterzarten zogen beziehungsweise schoben. Dadurch wurden sechs Gleise benötigt.
Die ersten Gebäude dieses Bahnhofgeländes entstanden um 1870. Schon damals bestanden Überlegungen, mit einer Bahnstrecke Freiburg mit Donaueschingen zu verbinden. Die Konzession zu diesem Bau wurde 1882 erteilt, fünf Jahre später, am 21. Mai 1887, wurde die Bahnstrecke eingeweiht. Es war die letzte Arbeit des Eisenbahningenieurs Robert Gerwig, der noch vor der Eröffnung starb.
Die Bahnstrecke durchs Höllental war schon damals und ist immer noch die steilste der Deutschen Bahn, noch bis ca. 2015 waren zwei Lokomotiven erforderlich, um den Zug nach Hinterzarten zu fahren. In den ersten Jahren waren dazu an den Bahnhöfen auch Zahnstangen erforderlich.
Die Bahnhofsgebäude an der Strecke – Hirschsprung, Posthalde und Höllsteig – wurden im 20. Jahrhundert (um 1975) von der Bahn veräußert. Sie befinden sich alle in Privatbesitz und lassen sich nicht mehr besichtigen.

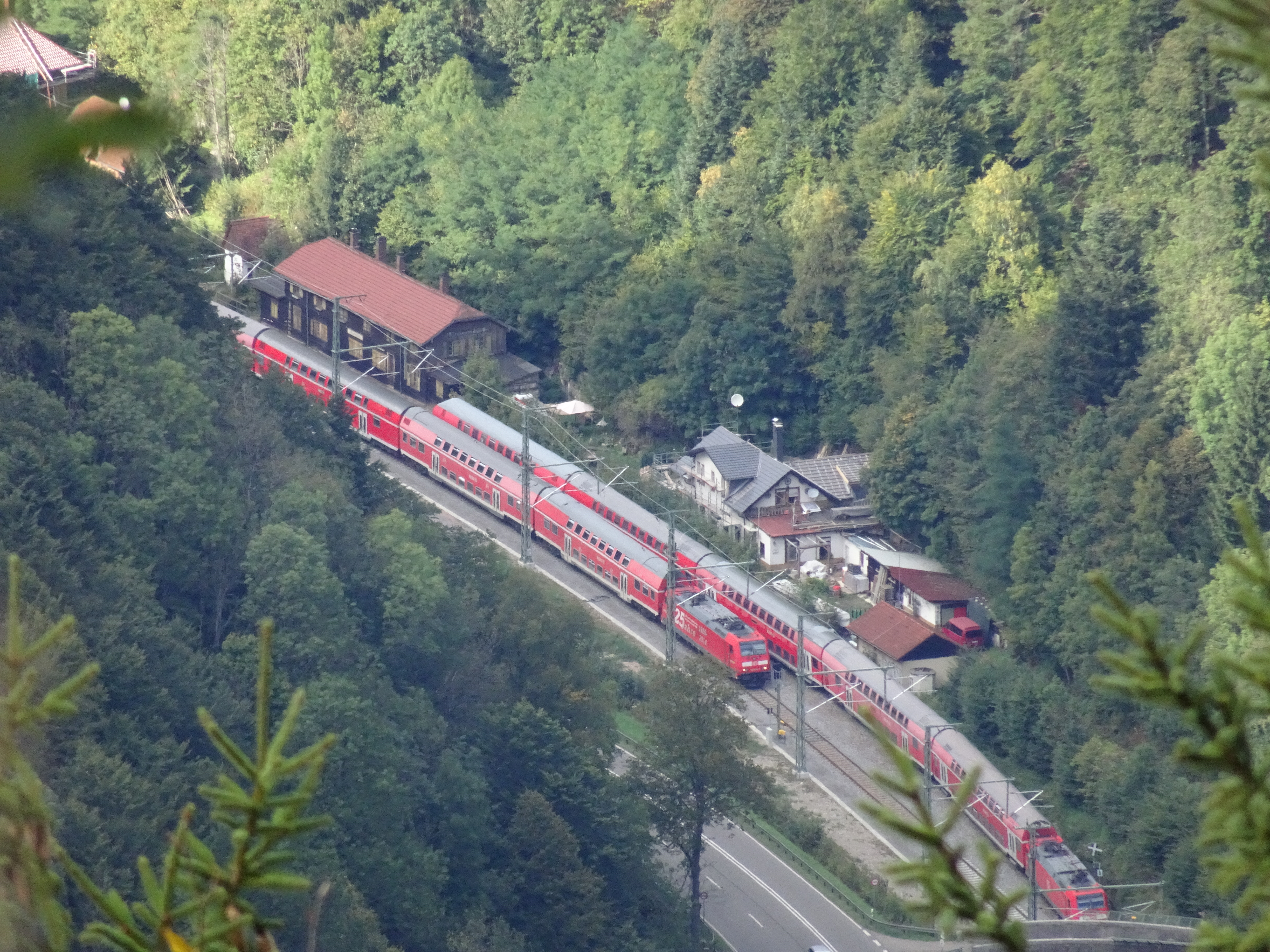
Bahnhof Hirschsprung mit Zugkreuzung

## Hirschsprung-Sage

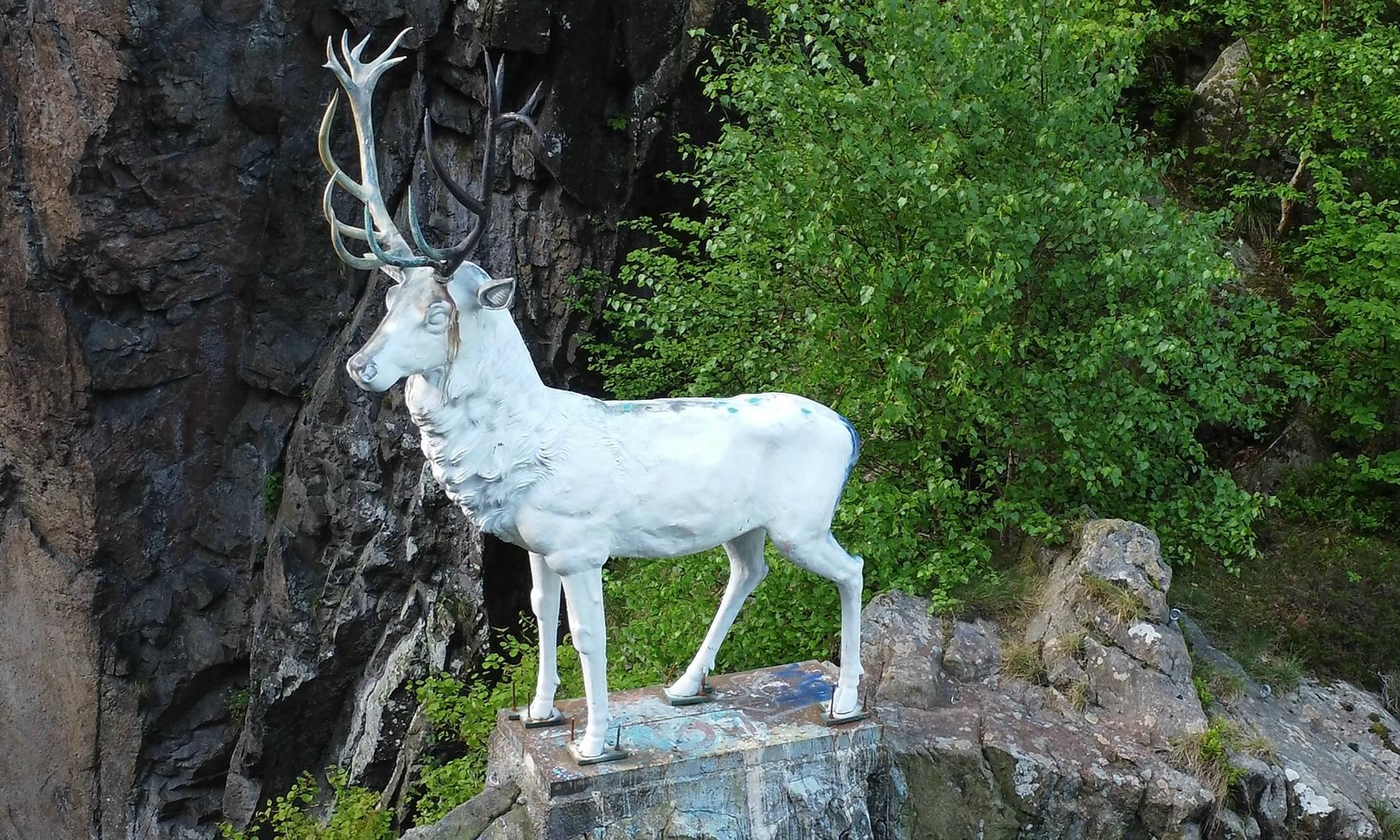
Hirschdenkmal im Mai 2022

Ein Ritter der Burg Falkenstein begab sich im Höllental auf die Jagd. Nach einiger Zeit sichtete er einen prächtigen Hirschen und nahm die Fährte auf. Getrieben von Todesangst sprang das Tier mit einem gewaltigen Satz über die Schlucht und entkam dadurch seinem Verfolger. Der Jäger sprang hinterher in seinen eigenen Tod.
Angesichts der ursprünglich an der Basis zwar nur 9 Meter breiten, in Höhe des Felsens aber auch damals breiteren Schlucht ist ein solcher Satz schwer vorstellbar. Völlig unmöglich ist es aber nicht, ein Hirsch kann abwärts Sprünge von bis zu 10 m Länge machen. An dieser engsten Stelle des Höllentals beginnt Breitnau.

## Hirschdenkmal
Im Jahre 1856 stellte die Gemeinde Falkensteig einen hölzernen Hirsch anlässlich der Hochzeit von Großherzog Friedrich und Luise von Preußen auf. Anlässlich der ersten Versammlung der deutschen Forstmänner in Freiburg ließ Forsttaxator Schilling 1874 einen neuen Hirsch aufstellen. Nachdem dieser durch einen Sturm zerstört worden war, folgte 1887 das letzte Modell aus Holz, das bis 1904 seinen Standort auf dem Felsen hatte.
Durch Spenden konnte 1907 ein 350 kg schwerer und 2,50 m hoher Hirsch aus Bronze aufgestellt werden, der von dem Bildhauer Günther entworfen und in der Heidelberger Zinkornamenten-Fabrik gefertigt wurde.
Am 6. August 2010 ließ die Forstverwaltung den Hirsch mittels eines Autokrans vom Berg heben. Der zuständige Förster in Falkensteig entfernte die fünf aufgetragenen Farbschichten und reparierte den Hirsch, denn er wies 35 Einschuss- und 70 Austrittslöcher (wegen gesplitterter Projektile) auf, sowie ein angesägtes Bein. Die Einschusslöcher waren bereits oxidiert, sodass ihre Entstehungszeit zwischen Kriegsende und früher Nachkriegszeit vermutet wird. Das Denkmal behielt seine grüne Farbe und wurde mit einer Zeitkapsel im Inneren versehen, die an diese Restaurierung erinnern soll. Am 10. Oktober wurde es im Rahmen einer Tour de Rothirsch zu den Rotwildtagen in Häusern transportiert und dann am 23. Oktober 2010 wieder auf seinem Standplatz montiert.
In Anspielung auf die grün-rote Koalition nach der Landtagswahl von 2011 hatten Unbekannte den Hirsch grün und rot angestrichen. Später wechselte er wieder die Farbe, wurde mit Flügeln versehen und macht so fast dem Holbeinpferd in Freiburg Konkurrenz. Das im Mai 2016 beschädigte linke Geweih soll repariert werden.[veraltet]
Die Skulptur ist vom Landesamt für Denkmalpflege als raumbedeutsames Kulturdenkmal in der Region Südlicher Oberrhein eingestuft (Nr. BH78).

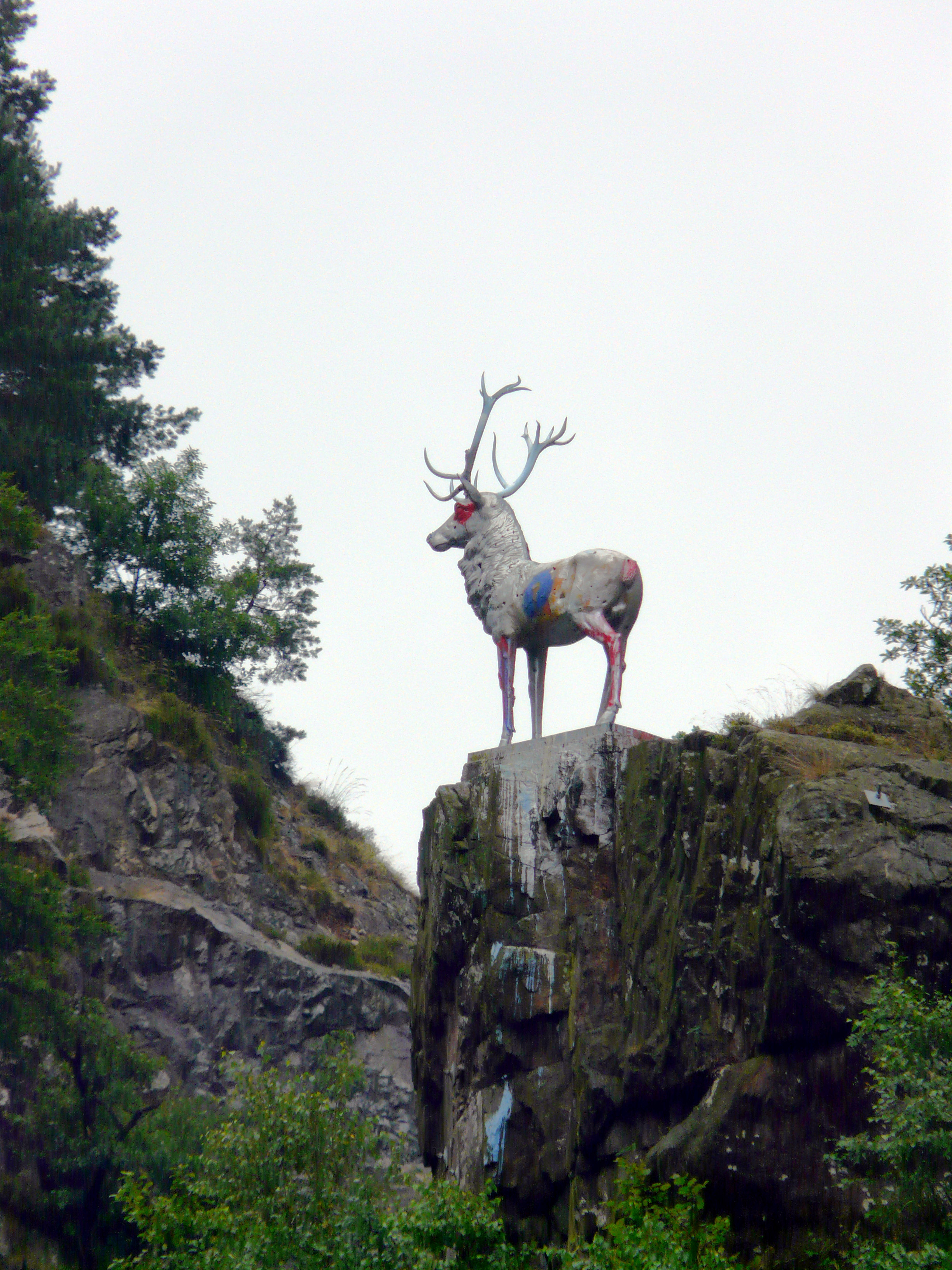
Hirschdenkmal von der Straße aus
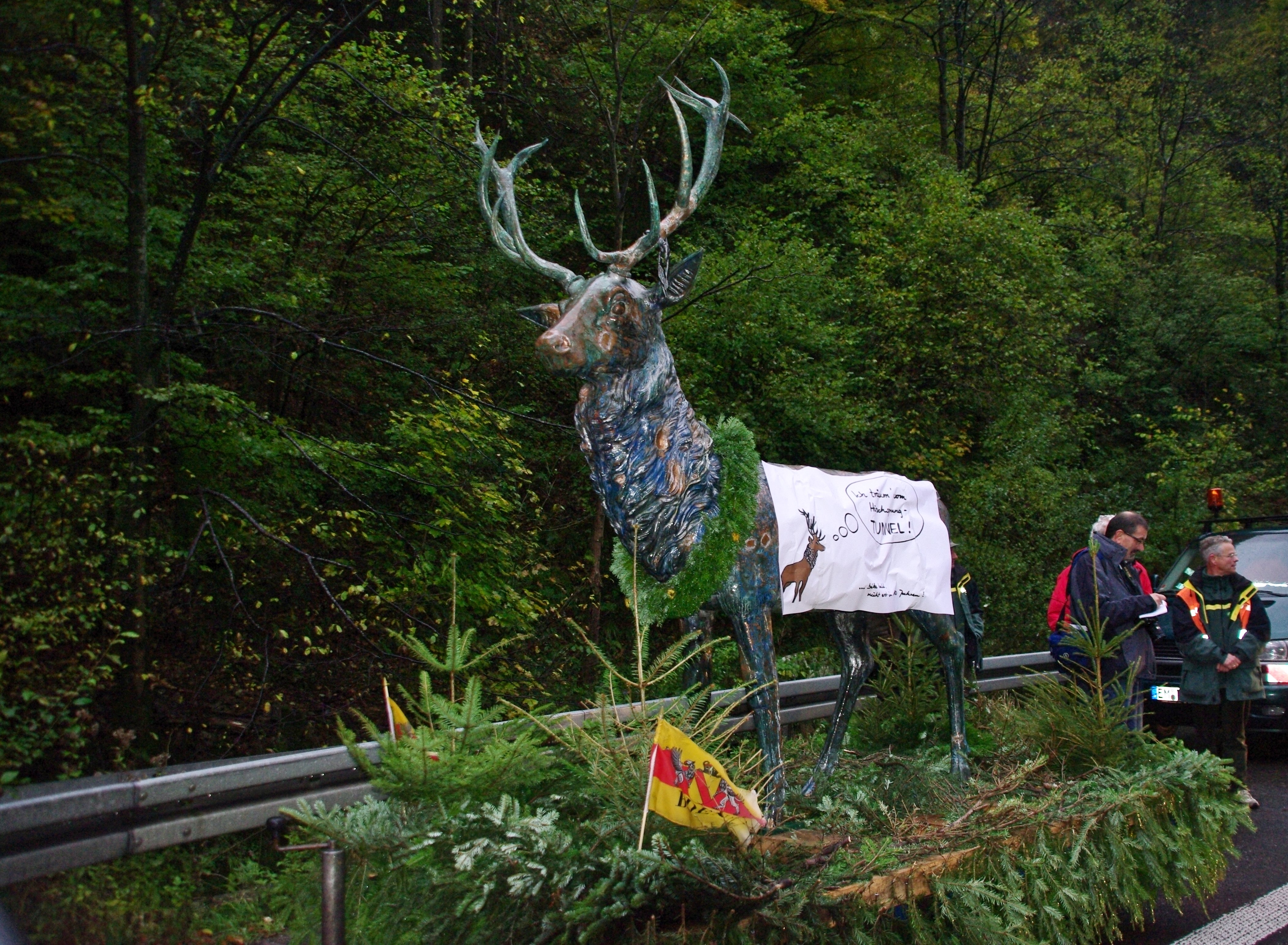
Das restaurierte Denkmal vor der Aufstellung
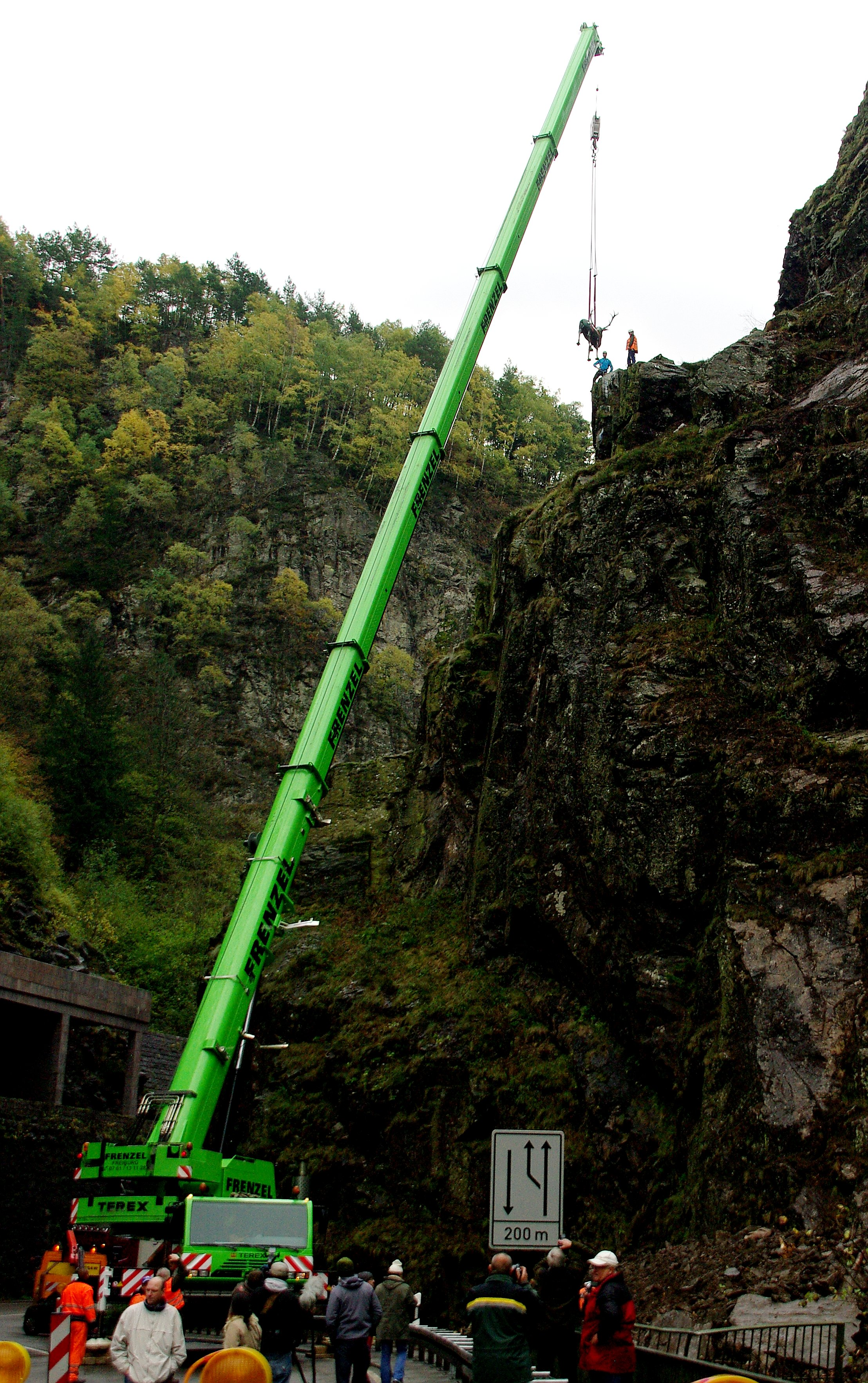
Der Hirsch auf dem Weg zu seinem Standplatz

## Biotope
Seit 2013 brütet die Felsenschwalbe am Hirschsprung.